# Parathelges occidentalis
Parathelges occidentalis är en kräftdjursart som beskrevs av Clements Robert Markham1972. Parathelges occidentalis ingår i släktet Parathelges och familjen Bopyridae.
Artens utbredningsområde är Mexikanska golfen. Inga underarter finns listade i Catalogue of Life.